# Dirty House
Dirty House, aufgrund seines Ursprungs in den Niederlanden auch Dirty Dutch, ist ein Musikgenre der elektronischen Tanzmusik. Es gilt als Subgenre des Electro-House, einer Unterform der House-Musik.

## Geschichte
Der Niederländer Vato Gonzalez baute unter dem Namen Dirty House ein eigenes Plattenlabel auf und gilt deshalb als Mitbegründer der gleichnamigen Housebewegung in seinem Land. Unter der alternativen Bezeichnung „Dirty Dutch“ entstand auch ein House-Event in Holland.

## Merkmale
Dirty House unterscheidet sich in der Regel durch die teilweise sehr hoch gepitchten Töne von herkömmlicher House-Musik, Hörer bezeichnen die „harten“ und „hohen“ Synths dieses Genres auch öfter als „Quietschen“.